# 깐풍기

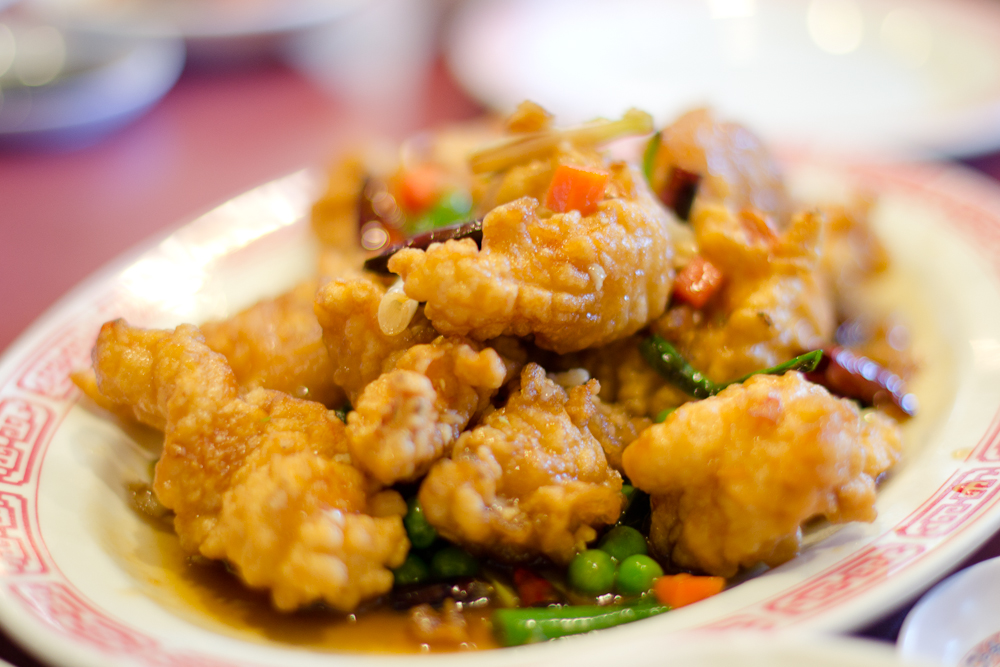
깐풍기

깐풍기(건팽계, 乾烹鷄)는 밀가루 반죽을 얇게 입힌 닭고기 토막을 기름에 튀긴 다음 고춧가루, 간장, 식초, 설탕 등으로 양념된 묽은 소스를 끼얹어서 만드는 음식이다. 닭강정이나 탕수육과 조리법이 유사하지만, 고춧가루, 고추, 고추기름 등으로 매콤하게 만드는 것만 다르다. 또 다른 차이점이 있다면, 닭강정은 그 기원과 유래가 알려지지 않은 음식인 반면, 탕수육은 광둥성(廣東省)지방에서 유래되었고, 깐풍기는 산둥성(山東省)지방에서 유래된 중국 요리의 일종이라는 것이다. 참고로, 장어로 만드는 보양식이자 영양간식인 깐풍장어라는 음식도 있다.

## 조리
조리할 때 충분한 양의 파, 마늘, 고추를 넣어서 매콤한 풍미를 살리는 특징이다. 또한, 닭고기를 튀길 때 한 번 튀긴 후 한 번을 더 튀기면 맛이 더 바삭해진다.

## 재료
닭고기 350g, 풋고추 1/2개, 대파 10cm, 마늘 4쪽, 생강, 달걀 1/2개, 녹말가루 5큰술, 청주 1큰술, 간장 1작은술, 후추, 참기름 1 작은술, 식용유 5컵, 깐풍소스, 식초 1과 1/3큰술, 간장 1큰술, 굴소스 1과 1/2큰술, 설탕 1과 1/2큰술

## 만드는 법
닭다리살을 칼 끝으로 여러 군데 칼집을 내 4~5cm 크기로 썰어준다. 닭다리살에 청주, 간장, 후춧가루를 약간 넣고 버무려 재운다. 풋고추와 홍고추는 씨를 제거한 다음에 다져주고 대파를 썰고, 마늘과 생강도 얇게 썰어 준다.
불에 닭다리살, 녹말가루, 달걀을 넣고 골고루 버무린 후 냄비에 식용유를 붓고 170도로 예열해 닭다리살을 넣고 2~3분간 튀긴 다음 기름을 180도로 올려 튀긴 닭다리살을 넣고 노릇한 색이 나오도록 한 번 더 튀겨준다.
불에 깐풍소스 재료를 넣고 섞어준 다음에 달궈진 팬에 식용유를 두르고 마늘, 생강, 대파, 홍고추, 풋고추를 넣고 볶아준 뒤 깐풍소스를 넣고 끓인다. 여기에 튀긴 닭다리살을 넣어 섞고 불을 꺼준다.
마지막으로 불을 끄고 참기름을 넣고 골고루 섞어주면 완성된다.

## 같이 보기
- 중국 요리
- 라조기
- 볶음밥
- 짜장면
- 탕수육
- 닭튀김